# Rambo: The Video Game
Rambo: The Video Game ist ein von Teyon produzierter und von Reef Entertainment veröffentlichter Rail-Shooter zur Rambo-Filmtrilogie. Aus der Sicht des namensgebenden John J. Rambo spielt man Szenen aus den drei Filmen nach.

## Spielprinzip
Der Spieler steuert den Protagonisten nicht direkt, sondern lediglich dessen Waffe. Man schießt auf Feinde, die sich dem Spieler in den Weg stellen bzw. nach einer gewissen
Zeit ins Blickfeld laufen oder auf Objekte wie z. B. ein Benzinfass, um es zur Explosion zu bringen. Manchmal muss der Spieler in Quick-Time-Events im richtigen Moment die
richtige Taste drücken, um die Situation zu meistern. Man benutzt im Laufe des Spiels verschiedene Waffen und bedient zeitweise die Geschütze von Fahrzeugen wie z. B. einem Panzer. Außerdem ist es möglich, in Deckung zu gehen, um sich vor feindlichem Beschuss zu schützen. Im Wut-Modus, der sich aktivieren lässt, sobald man genug Gegner getötet hat, färbt sich der Bildschirm
gelb-orange und mit jedem weiteren getöteten Gegner regeneriert sich ein Teil der eigenen Gesundheit. Der Spieler erhält nach Abschluss einer Mission Fähigkeitspunkte, mit denen er verschiedene Fähigkeiten freischalten kann.

## Handlung
Die Handlung beginnt mit John Rambos Beerdigung, bei der dessen alter Befehlshaber Colonel Trautman von seinen Taten berichtet. Der Spieler spielt nun in einer Rückblende Rambos Flucht aus einem Gefangenenlager, die in den Filmen eigentlich nicht vorkommt. Diese Mission dient als Tutorial. Danach spielt man die Handlung der Rambo-Filme nach. Man bekämpft in Hope (Washington) Polizei und Armeekräfte nach der eigenen Flucht aus dem Gefängnis, in Vietnam die Vietcong, die US-Soldaten gefangen halten, und in Afghanistan an der Seite von einheimischen Widerstandskämpfern russische Soldaten, die Colonel Trautman gefangen halten. In einigen Zwischensequenzen wird der Original-Ton aus dem Film verwendet.

## Rezeption
Rambo: The Video Game erhielt überwiegend negative Kritiken. Gründe dafür waren unter anderem:
- veraltete Technik,
- größtenteils gleich aussehende Gegner,
- sowie die Tatsache, dass man sich weder umsehen, noch den Weg, den man geht, beeinflussen kann.

„Einzelkämpfer auf Schienen“

„Dein schlimmster Software-Alptraum“

„Hört auf mit dieser Leichenschändung!“